# Barbara Kendall
Barbara Kendall (Papakura, Nova Zelanda 1967) és una regatista de vela esportiva neozelandesa, ja retirada, guanyadora de 3 medalles olímpiques. És l'única dona del seu país en participar en cinc Jocs Olímpics.

## Biografia
Va néixer el 30 d'agost de 1967 a la ciutat de Papakura, un suburbi de la ciutat d'Auckland. És germana del també regatista i medallista olímpic Bruce Kendall.

## Carrera esportiva
Va participar, als 24 anys, en els Jocs Olímpics d'Estiu de 1992 celebrats a Barcelona (Catalunya), on aconseguí guanyar la medalla d'or en la prova femenina de windsurf. En els Jocs Olímpics d'Estiu de 1996 realitzats a Atlanta (Estats Units) aconseguí guanyar la medalla de plata en aquesta mateixa prova, metall que es transformà en bronze en els Jocs Olímpics d'Estiu de 2000 realitzats a Sydney (Austràlia). Posteriorment participà en els Jocs Olímpics d'Estiu de 2004 realitzats a Atenes (Grècia), on finalitzà cinquena, i en els Jocs Olímpics d'Estiu de 2008 realitzats a Pequín (Xina), on finalitzà sisena. Amb la seva participació en aquests Jocs Olímipcs es convertí en l'única esportista neozelandesa que ha participat en 5 Jocs Olímpics.
Al llarg de la seva carrera ha guanyat 9 medalles en el Campionat del Món de vela en la classe mistral o RS:X, destacant les medalles d'or de 1998, 1999 i 2002.